# テレサ・セラーノ
テレサ・セラーノ (Theresa Serrano、1993年1月25日 - )は、アメリカ合衆国ユタ州出身のプロレスラー。2024年現在は、RAWにてゾーイ・スターク(Zoey Stark)のリングネームで活動。

## 来歴

### NXT
2021年1月20日、WWEと契約を結んだことが発表された。その後、ゾーイ・スタークとリングネームを改名し、1月29日、女子ダスティ・ローデス・タッグチーム・クラシック・トーナメントでマリーナ・シャフィールのタッグパートナーとしてデビューしたが、第1ラウンドで、エンバー・ムーンとショッツィ・ブラックハートに敗れた。2月17日、ヴァレンティーナ・フェロズを破った。2月24日、NXT女子王座の紫雷イオと対戦するも敗北。NXT TakeOver: Stand & Deliverでトニー・ストームを破った。グレート・アメリカン・バッシュで、スタークと紫雷イオは、キャンディス・レラエとインディ・ハートウェルを破り、 NXT女子タッグチーム王座を獲得。スタークとイオは、ハロウィン・ハボックでトキシック・アトラクションと対戦するも敗北し、タイトルを失った。11月2日、ジジ・ドリンとジェイシー・ジェインに舞台裏で攻撃され、メニスカスを断裂した。
2022年7月19日、NXT女子王座の挑戦者決定戦の20人女性バトル ロイヤルで怪我から復帰し、優勝。11月8日、ニッキータ・ライオンズとチームを組み、ケイデン・カーターとカタナ・チャンスとNXT女子タッグ王座戦で対戦するも敗北。タイトル獲得には至らなかった。試合後ライオンズを攻撃し、チーム解散。
2023年1月28日、13番目に女子ロイヤルランブルマッチに参加したが、ソーニャ・デヴィルに排除された。1月31日、インディ・ハートウェルと対戦し、勝利。2月7日、ソル・ルカと対戦し、勝利。2月28日、里村明衣子と対戦するも敗北。3月14日、スタンド & デリバーでのNXT女子王座戦の挑戦権を獲得できる試合にソル・ルカと対戦し、勝利。挑戦権を獲得。
2023年11月、サバイバーシリーズで女子世界王者のリア・リプリーに挑戦したが、王座獲得を逃した。

## 得意技

### フィニッシュ・ホールド
ベリー・トゥー・バックGTS
背後から相手をリバース・パワースラムの形で担ぎ上げて、相手を270°後方回転させながら落下してきた相手の顔面に振り上げた左膝を叩き込む変形go2sleep。レイシー・ライアン時代から愛用。
フロッグ・スプラッシュ

### 打撃技
エルボー
エルボー・スタンプ
バックエルボー
エルボー・ドロップ
バックハンド・チョップ
チョップ・スマッシュ
クローズライン
張り手
ドロップキック
スーパーキック
延髄斬り

### 投げ技
スープレックス
スーパープレックス
バック・スープレックス
ジャーマンスープレックス
ボディスラム

### フォール技
スクールガール
バックスライド
スモール・パッケージホールド
ジャックナイフ・ホールド
メキシカン・ローリング・クラッチ・ホールド
立ち状態の相手に対し、肩車のように相手の肩の上に乗り、そのまま前転。相手を倒しつつ、相手の股を潜りざまに手で相手の両脚をつかんでエビに固める。入り方としては、相手の背後から跳び箱の形で肩の上に乗ることが多い。
ハリケーン・ラナ

## 獲得タイトル
FSW
- FSW女子王座 : 1回

ウルトラチャンピオンシップレスリングゼロ
- NWA UCW-Zero Ultra X王座 : 2回

WWE
- NXT女子タッグチーム王座 : 1回（w /紫雷イオ

## 入場曲
- What You Get  現在[いつ?]使用中